# Эвсебия
Эвсе́бия, эвсе́бейя, евсе́бия (др.-греч. εὐσέβεια — «благочестие, благоговение, почтение», от σέβω — «почитать, страшиться, испытывать стыд») — категория древнегреческой этики, обусловливающая почитание и страх перед богами. По сути являлась отражением совокупности морально-этических норм и правил эллинистического общества своего времени.
Противоположная категория: асе́бия (др.-греч. ἀσέβεια «нечестивость, нечестие, кощунство»).